# 葉山潤子
葉山 潤子（はやま じゅんこ、1988年1月24日 - ）は、日本のAV女優。BKプロモーション所属。
身長：154cm 、スリーサイズ：B83・W56・H83 、Dカップ-65。

## 略歴
神奈川県出身。2008年11月「綺麗な女の子 裸のデビュー もうひとつの初花-hatsuhana-」でKUKIよりAVデビュー。
2009年8月 より、雑誌・AVフリークのお悩み相談ムービーに毎月相談員として出演中。

## 人物
- 趣味：音楽鑑賞
- 特技：ピアノ

## 作品

### アダルトビデオ
2008年
- 綺麗な女の子 裸のデビュー もうひとつの初花-hatsuhana-（11月22日、KUKI）
- 初花-hatsuhana-（11月28日、KUKI）[1]
- 2nd Virgin（12月26日、KUKI）[1]

2009年
- 恋リップ みだらな唇（1月9日、KUKI）[1]
- ボディフェティッシュ OLエディション（2月27日、KUKI）[1]
- 恋人映像（3月13日、KUKI）[1]
- 合コンの王様 売れっ子単体女優のみなさんと合コン＆即SEX（3月27日、KUKI）[1]
- 盗撮学園（4月10日、KUKI）[1]
- 逆フーゾク イカせフルコース 葉山潤子（5月8日、KUKI）[1]
- 妹萌え（6月12日、KUKI）[1]
- KUKI未公開 02（6月26日、KUKI）[1]
- 裸 BEACH PARTY（7月10日、KUKI）[1]
- 熱帯ナース（7月14日、KUKI）[1]
- 部活H!（8月14日、KUKI）[1]
- とめどない顔射（9月11日、KUKI）[1]
- 葉山潤子がスタア男優を発掘!エロ面接×素人男性オーディション（10月9日、KUKI）[1]
- デビュー1周年記念!葉山潤子が選ぶエロぃカウントダウンBEST12（11月27日、KUKI）[1]
- 君を犯したい（12月5日、アイエナジー）[2]

2010年
- ザーメン スプラッシュ!（1月7日、アイエナジー）[2]
- KUKI 未公開 03（1月22日、KUKI）[1]
- 極限露出（2月4日、アイエナジー）[2]
- 葉山潤子in『男女の身体が入れ替わる赤い糸』専属女優ver.（3月4日、アイエナジー）[2]
- スーツスタイルウーマン 4時間 02（3月26日、KUKI）[1]
- 濃厚なイカセとセックス（4月6日、アイエナジー）[2]
- 女教師 中出し20連発（5月13日、アイエナジー）[2]
- 高飛車女教師 生意気だけど良く締まる（7月8日、ヒビノ）
- 全部、見せます。 葉山潤子 全作品×全本番（7月9日、KUKI）総集編[1]
- スク水ロ●ータ拘束立ち電マアクメ（7月9日、アイビーワークス）
- 僕だけのいいなりナース 02 葉山潤子（仮名）（7月16日、GLAY'z）
- グローブ手コキ（8月1日、妄想族）オムニバス作品
- 痴漢バス女子校生（8月13日、TMA）
- ピタパンOL 立ち電マ責め（9月1日、妄想族）オムニバス作品
- 葉山潤子 スペシャル 完全永久保存版（9月23日、アイエナジー）総集編
- Highクオリティ！デラックス熱帯ナース 葉山潤子×黒川きらら（10月8日、KUKI）
- 3穴ゴックンバズーカ!! 葉山潤子（10月21日、SODクリエイト）[3]
- 君を犯したい 葉山潤子（10月31日、アイエナジー）
- 中出し少女 ～父親に捨てられたおんなのこ～ 葉山潤子（10月21日、SODクリエイト）[3]
- カリデカ（11月4日、ATOM）
- ザーメン スプラッシュ! 葉山潤子（11月25日、アイエナジー）
- Highクオリティ！デラックス 合コンの王様 売れっ子単体女優のみなさんと合コン＆即SEX （ブルーレイディスク）（12月10日、KUKI）

2011年
- 極限露出 葉山潤子（1月2日、アイエナジー）
- 集団いじめ学級 じゅんこ 葉山潤子（1月8日、SODクリエイト）[3]
- 濃厚フェラとガッツリ中出し（2月15日、ワンズファクトリー）